# Associazione Calcio Cuneo 1905 2018-2019
Questa voce raccoglie le informazioni riguardanti l'Associazione calcio Cuneo 1905 nelle competizioni ufficiali della stagione 2018-2019.

## Stagione
Il torneo 2018-2019 costituisce per il Cuneo la 13ª partecipazione nel girone A del campionato di Serie C. La squadra biancorossa affidata a Cristiano Scazzola ottiene 26 punti con l'ultimo posto in classifica. Diventa penultimo per l'esclusione del Pro Piacenza. Anche il Play-out contro la Lucchese non porta che due sconfitte.  La stagione si conclude con la retrocessione in Serie D.

## Divise e sponsor
Il fornitore ufficiale di materiale tecnico per la stagione 2018-2019 è Legea.

## Organigramma societario
Area direttiva
- Proprietario : Roberto Lamanna
- Amministratore delegato: Oscar Becchio
- Amministratore: Carla Tecco
- Direttore generale: Simone Sivieri

Area organizzativa
- Segretario generale: Federico Peano
- Club manager: Tomáš Skuhravý

Area comunicazione
- Responsabile: Franca Ghiazza

Area tecnica
- Direttore sportivo: Sergio Borgo
- Allenatore: Cristiano Scazzola
- Allenatore in seconda: Pierluigi Lepore

## Rosa
In corsivo i giocatori che hanno lasciato il club a stagione in corso. Aggiornata al 1º febbraio 2019.
| N. |                                 | Ruolo | Calciatore                    |
| -- | ------------------------------- | ----- | ----------------------------- |
| 1  | Italia (bandiera)               | P     | Alessandro Gozzi              |
| 2  | Albania (bandiera)              | D     | Shaqir Tafa                   |
| 3  | Italia (bandiera)               | D     | Luca Bertoldi                 |
| 4  | Italia (bandiera)               | D     | Andrea Cristini               |
| 5  | Italia (bandiera)               | C     | Mhando Carte Said             |
| 6  | Italia (bandiera)               | C     | Andrea Romanò                 |
| 6  | Italia (bandiera)               | D     | Simone Pecorini               |
| 7  | Italia (bandiera)               | A     | Davide Arras                  |
| 8  | Gambia (bandiera)               | C     | Yusupha Bobb                  |
| 9  | Italia (bandiera)               | A     | Edoardo Defendi               |
| 10 | Italia (bandiera)               | A     | Giuseppe Caso                 |
| 11 | Italia (bandiera)               | A     | Alberto Testa                 |
| 11 | Italia (bandiera)               | A     | Michele Emmausso              |
| 12 | Italia (bandiera)               | P     | Domenico Coppola              |
| 13 | Italia (bandiera)               | D     | Fabiano Santacroce (capitano) |
| 14 | Bosnia ed Erzegovina (bandiera) | C     | Ćazim Suljić                  |
| 15 | Gambia (bandiera)               | A     | Sulayman Jallow               |
| 16 | Italia (bandiera)               | A     | Nicola Alvaro                 |

| N. |                      | Ruolo | Calciatore            |
| -- | -------------------- | ----- | --------------------- |
| 17 | Italia (bandiera)    | C     | Matteo Maresca        |
| 17 | Italia (bandiera)    | D     | Francesco Ferrieri    |
| 18 | Italia (bandiera)    | D     | Alessandro Mattioli   |
| 19 | Italia (bandiera)    | D     | Giorgio Spizzichino   |
| 20 | Svizzera (bandiera)  | C     | Théo Reymond          |
| 21 | Italia (bandiera)    | D     | Alessandro Castellana |
| 22 | Italia (bandiera)    | P     | Richard Marcone       |
| 22 | Italia (bandiera)    | P     | Daniele Cardelli      |
| 23 | Italia (bandiera)    | D     | Raffaele Celia        |
| 24 | Italia (bandiera)    | C     | Simone Paolini        |
| 25 | Italia (bandiera)    | D     | Fabio Ficco           |
| 27 | Marocco (bandiera)   | A     | Hicham Kanis          |
| 28 | Italia (bandiera)    | A     | Giuseppe Borello      |
| 33 | Romania (bandiera)   | D     | Vlad Marin            |
| 34 | Italia (bandiera)    | C     | Diego Sadotti         |
| 35 | Argentina (bandiera) | D     | Nicolás Ferreyra      |
| 40 | Svizzera (bandiera)  | A     | Kevin Gissi           |

## Calciomercato

### Sessione estiva(dal 01/07 al 17/08)
| Acquisti | Acquisti               | Acquisti    | Acquisti      |
| R.       | Nome                   | da          | Modalità      |
| -------- | ---------------------- | ----------- | ------------- |
| P        | Domenico Coppola       | Torino      | prestito      |
| P        | Leonardo Costa         | Pistoiese   | definitivo    |
| P        | Angelo Di Stasio       |             | svincolato    |
| P        | Alessandro Gozzi       | Como        | svincolato    |
| P        | Richard Marcone        | Trapani     | definitivo    |
| D        | Giacomo Bacigalupo     | Lavagnese   | definitivo    |
| D        | Alessandro Castellana  |             | svincolato    |
| D        | Raffaele Celia         | Sassuolo    | prestito      |
| D        | Nicolás Ferreyra       |             | svincolato    |
| D        | Fabio Ficco            | Torino      | prestito      |
| D        | Vlad Marin             | Dender      | svincolato    |
| D        | Alessandro Mattioli    | Inter       | prestito      |
| D        | Fabiano Santacroce     |             | svincolato    |
| D        | Giorgio Spizzichino    | Lazio       | prestito      |
| D        | Shaqir Tafa            | Palermo     | definitivo    |
| C        | Yusupha Bobb           | Chievo      | prestito      |
| C        | Matteo Capitani        |             | svincolato    |
| C        | Gianmarco Iovannisci   | Grottammare | svincolato    |
| C        | Théo Reymond           | Gavorrano   | svincolato    |
| C        | Andrea Romanò          | Inter       | prestito      |
| C        | Diego Sadotti          | Pistoiese   | svincolato    |
| C        | Mhando Carte Said      | Ascoli      | prestito      |
| C        | Ćazim Suljić           | Crotone     | prestito      |
| C        | Lapo Toccafondi        | Verona      | svincolato    |
| A        | Andrea Addiego Mobilio | Lavagnese   | fine prestito |
| A        | Nicola Alvaro          | Avellino    | svincolato    |
| A        | Davide Arras           | Olbia       | svincolato    |
| A        | Giuseppe Borello       | Crotone     | prestito      |
| A        | Giuseppe Caso          | Fiorentina  | prestito      |
| A        | Edoardo Defendi        |             | svincolato    |
| A        | Kevin Gissi            |             | svincolato    |
| A        | Sulayman Jallow        | Ascoli      | definitivo    |
| A        | Hicham Kanis           | Novara      | prestito      |

| Cessioni | Cessioni               | Cessioni               | Cessioni      |
| R.       | Nome                   | a                      | Modalità      |
| -------- | ---------------------- | ---------------------- | ------------- |
| P        | Paolo Bambino          | Albissola              | definitivo    |
| P        | Simone Moschin         | Pro Vercelli           | fine prestito |
| P        | Giuseppe Stancampiano  | Anagni                 | svincolato    |
| D        | Giacomo Bacigalupo     | Lavagnese              | prestito      |
| D        | Federico Baschirotto   | Cremonese              | fine prestito |
| D        | Filippo Boni           |                        | svincolato    |
| D        | Giorgio Conrotto       | Folgore Caratese       | svincolato    |
| D        | Nicolas Di Filippo     |                        | svincolato    |
| D        | Federico Giraudo       | Pro Dronero            | svincolato    |
| D        | Gabriele Quitadamo     | Borgosesia             | svincolato    |
| D        | Daniele Sarzi Puttini  | Carpi                  | fine prestito |
| D        | Federico Testoni       |                        | svincolato    |
| D        | Davide Zappella        | Empoli                 | fine prestito |
| D        | Valerio Zigrossi       | Virtus Entella         | fine prestito |
| C        | Marco Cristini         | Fossano                | definitivo    |
| C        | Nicolò D'Agostino      | Juventus               | fine prestito |
| C        | Giorgio Genovese       |                        | svincolato    |
| C        | Matteo Gerbaudo        | Pordenone              | fine prestito |
| C        | Gianmarco Iovannisci   | San Marco Serv. Lorese | definitivo    |
| C        | Stefano Pellini        | San Marino             | definitivo    |
| C        | Andrea Rosso           | Borgaro                | svincolato    |
| C        | Nicolás Schiavi        | Novara                 | fine prestito |
| C        | Riccardo Secondo       | Pro Vercelli           | fine prestito |
| A        | Andrea Addiego Mobilio | Carrarese              | svincolato    |
| A        | Nicolò Bruschi         | Sassuolo               | fine prestito |
| A        | Simone Dell'Agnello    | Livorno                | fine prestito |
| A        | Francesco Galuppini    | Parma                  | fine prestito |
| A        | Massimo Martino        |                        | fine carriera |
| A        | Luca Zamparo           | Reggio Audace          | svincolato    |

### Operazioni tra le due sessioni
| Acquisti | Acquisti | Acquisti | Acquisti |
| R.       | Nome     | da       | Modalità |
| -------- | -------- | -------- | -------- |

| Cessioni | Cessioni      | Cessioni | Cessioni   |
| R.       | Nome          | a        | Modalità   |
| -------- | ------------- | -------- | ---------- |
| A        | Alberto Testa |          | svincolato |

### Sessione invernale(dal 03/01 al 31/01)
| Acquisti | Acquisti           | Acquisti     | Acquisti   |
| R.       | Nome               | da           | Modalità   |
| -------- | ------------------ | ------------ | ---------- |
| P        | Daniele Cardelli   | Pisa         | prestito   |
| D        | Simone Pecorini    |              | svincolato |
| C        | Francesco Ferrieri | Granata 1924 | definitivo |
| A        | Michele Emmausso   | Genoa        | prestito   |

| Cessioni | Cessioni            | Cessioni       | Cessioni      |
| R.       | Nome                | a              | Modalità      |
| -------- | ------------------- | -------------- | ------------- |
| P        | Domenico Coppola    | Torino         | fine prestito |
| P        | Richard Marcone     | Rieti          | definitivo    |
| D        | Nicolás Ferreyra    | Bolívar        | definitivo    |
| D        | Alessandro Mattioli | Inter          | fine prestito |
| C        | Matteo Cipriani     | Viareggio 2014 | svincolato    |
| C        | Matteo Maresca      | Isernia        | svincolato    |
| C        | Andrea Romanò       | Inter          | fine prestito |
| C        | Diego Sadotti       | Tuttocuoio     | svincolato    |
| C        | Lapo Toccafondi     | Prato          | svincolato    |
| A        | Giuseppe Borello    | Crotone        | fine prestito |

## Risultati

### Serie C

#### Girone di andata
| Arbitro: | Meleleo (Casarano) |

|                 |           |  |
| Moscardelli 60’ | Marcatori |  |

| Arbitro: | Pascarella (Nocera Inferiore) |

|           |           |                    |
| Kanis 46’ | Marcatori | 70’ (rig.) Rolando |

| Arbitro: | Pasciuta (Agrigento) |

|                                          |           |  |
| Pereira 23’, 75’ Bunino 86’ Muratore 88’ | Marcatori |  |

| Arbitro: | Camplone (Pescara) |

|                       |           |  |
| Said 39’ Emmausso 48’ | Marcatori |  |

| Arbitro: | Acanfora (Castellammare di Stabia) |

|            |           |          |
| De Feo 10’ | Marcatori | 67’ Said |

| Arbitro: | Maggio (Lodi) |

|                    |           |  |
| Borello 43’ (rig.) | Marcatori |  |

| Arbitro: | Donda (Cormons) |

|              |           |          |
| M. Russo 51’ | Marcatori | 7’ Kanis |

| 21 ottobre 2018, ore 20:30 CEST 8ª giornata | Pro Piacenza | – gara annullata per l'esclusione del Pro Piacenza dal campionato. | Cuneo |  |

| Arbitro: | Cosso (Reggio Calabria) |

|          |           |  |
| Bobb 62’ | Marcatori |  |

| Arezzo 4 novembre 2018, ore 16:30 CET 10ª giornata | Arezzo         | 0 – 0 referto | Cuneo | Stadio Città di Arezzo (2 111 spett.)\| Arbitro: \| Rutella (Enna) \| |
| Arbitro:                                           | Rutella (Enna) |               |       |                                                                       |

| Cuneo 11 novembre 2018, ore 14.30 CET 11ª giornata | Cuneo             | 0 – 0 referto | Pistoiese | Stadio Fratelli Paschiero (350 spett.)\| Arbitro: \| Panettella (Bari) \| |
| Arbitro:                                           | Panettella (Bari) |               |           |                                                                           |

| Cuneo 18 novembre 2018, ore 14:30 CET 12ª giornata | Cuneo          | 0 – 0 referto | Novara | Stadio Fratelli Paschiero (450 spett.)\| Arbitro: \| Cudini (Fermo) \| |
| Arbitro:                                           | Cudini (Fermo) |               |        |                                                                        |

| Arbitro: | Guida (Salerno) |

|  |           |                                             |
|  | Marcatori | 23’ Castellana 47’ Gissi 86’ (rig.) Borello |

| Arbitro: | Tremolada (Monza) |

|  |           |                                  |
|  | Marcatori | 17’ (rig.) Mannini 82’ Tommasini |

| Arbitro: | Carella (Bari) |

|  |           |          |
|  | Marcatori | 79’ Caso |

| Cuneo 13 dicembre 2018, ore 14:30 CET 16ª giornata | Cuneo              | 0 – 0 referto | Piacenza | Stadio Fratelli Paschiero (400 spett.)\| Arbitro: \| Marcenaro (Genova) \| |
| Arbitro:                                           | Marcenaro (Genova) |               |          |                                                                            |

| Arbitro: | Kumara (Verona) |

|                            |           |  |
| Cais 87’ Ballestrero 90+6’ | Marcatori |  |

| Arbitro: | Amabile (Vicenza) |

|                         |           |  |
| Tafa 23’ E. Defendi 32’ | Marcatori |  |

| Arbitro: | Acanfora (Castellammare di Stabia) |

|                       |           |  |
| Gucci 27’ Le Noci 63’ | Marcatori |  |

#### Girone di ritorno
| Cuneo 30 dicembre 2018, ore 14:30 CET 20ª giornata | Cuneo          | 0 – 0 referto | Pisa | Stadio Fratelli Paschiero (1 095 spett.)\| Arbitro: \| Rutella (Enna) \| |
| Arbitro:                                           | Rutella (Enna) |               |      |                                                                          |

| Arbitro: | Carrione (Castellammare di Stabia) |

|                                                  |           |  |
| Tumminelli 23’ Messias 29’ Rolando 44’ Gigli 47’ | Marcatori |  |

| Arbitro: | Feliciani (Teramo) |

|                    |           |            |
| Bobb 32’ Gissi 57’ | Marcatori | 73’ Bunino |

| Arbitro: | Paterna (Teramo) |

|                                 |           |             |
| Mota 23’ Iocolano 32’ Eramo 79’ | Marcatori | 90+5’ Gissi |

| Arbitro: | N. Marini (Trieste) |

|  |           |                |
|  | Marcatori | 56’ Bortolussi |

| Arbitro: | Fontani (Siena) |

|           |           |                                   |
| Ceter 44’ | Marcatori | 69’ (rig.) Kanis 90+3’ E. Defendi |

| Arbitro: | Pashuku (Albano Laziale) |

|                     |           |           |
| M. Rossi 26’ (aut.) | Marcatori | 55’ Aramu |

| 17 febbraio 2019, ore 14:30 CET 27ª giornata | Cuneo | 3 – 0 Gara assegnata (3-0) per l'esclusione del Pro Piacenza dal campionato. | Pro Piacenza |  |

| Arzachena 24 febbraio 2019, ore 14:30 CET 28ª giornata | Arzachena         | 0 – 0 referto | Cuneo | Stadio Biagio Pirina (344 spett.)\| Arbitro: \| Rossetti (Ancona) \| |
| Arbitro:                                               | Rossetti (Ancona) |               |       |                                                                      |

| Arbitro: | G. Miele (Nola) |

|                |           |  |
| E. Defendi 45’ | Marcatori |  |

| Arbitro: | Luciani (Roma) |

|             |           |  |
| Momentè 33’ | Marcatori |  |

| Arbitro: | Panettella (Bari) |

|            |           |                                       |
| Stoppa 88’ | Marcatori | 40’ (aut.) Rigione 45’ Kanis 63’ Said |

| Cuneo 23 marzo 2019, ore 14:30 CET 32ª giornata | Cuneo         | 0 – 0 referto | Alessandria | Stadio Fratelli Paschiero (500 spett.)\| Arbitro: \| Longo (Paola) \| |
| Arbitro:                                        | Longo (Paola) |               |             |                                                                       |

| Arbitro: | Collu (Cagliari) |

|              |           |               |
| Calcagni 71’ | Marcatori | 90+5’ Paolini |

| Arbitro: | D'Ascanio (Ancona) |

|  |           |                   |
|  | Marcatori | 32’ Mal 78’ Berra |

| Arbitro: | Zufferli (Udine) |

|                                     |           |             |
| F. Ferrari 45+4’ (rig.) Corradi 64’ | Marcatori | 5’ Bertoldi |

| Arbitro: | Amabile (Vicenza) |

|                  |           |               |
| E. Defendi 90+1’ | Marcatori | 9’ Martignago |

| Arbitro: | Cascone (Nocera Inferiore) |

|                                      |           |  |
| Caccavallo 79’, 90+1’ K. Piscopo 88’ | Marcatori |  |

| Cuneo 4 maggio 2019, ore 16:30 CEST 38ª giornata | Cuneo              | 0 – 0 referto | Pro Patria | Stadio Fratelli Paschiero (400 spett.)\| Arbitro: \| Zingarelli (Siena) \| |
| Arbitro:                                         | Zingarelli (Siena) |               |            |                                                                            |

### Play-out
| Arbitro: | De Angeli (Abbiategrasso) |

|                          |           |  |
| Sorrentino 3’ Zanini 13’ | Marcatori |  |

| Arbitro: | Meleleo (Casarano) |

|  |           |            |
|  | Marcatori | 78’ Zanini |

### Coppa Italia Serie C
| Arbitro: | Colombo (Como) |

|                         |           |                               |
| Zamparo 34’ (rig.), 51’ | Marcatori | 17’, 22’ Cais 58’ Bezziccheri |

| Arbitro: | Marcenaro (Genova) |

|                 |           |  |
| Zanimacchia 28’ | Marcatori |  |

## Statistiche

### Statistiche di squadra
| Competizione         | Punti | In casa | In casa | In casa | In casa | In casa | In casa | In trasferta | In trasferta | In trasferta | In trasferta | In trasferta | In trasferta | Totale | Totale | Totale | Totale | Totale | Totale | DR |
| Competizione         | Punti | G       | V       | N       | P       | Gf      | Gs      | G            | V            | N            | P            | Gf           | Gs           | G      | V      | N      | P      | Gf     | Gs     | DR |
| -------------------- | ----- | ------- | ------- | ------- | ------- | ------- | ------- | ------------ | ------------ | ------------ | ------------ | ------------ | ------------ | ------ | ------ | ------ | ------ | ------ | ------ | -- |
| Serie C              | 26    | 19      | 7       | 9       | 3       | 15      | 9       | 18           | 4            | 5            | 9            | 14           | 27           | 37     | 11     | 14     | 12     | 29     | 36     | -7 |
| Coppa Italia Serie C | 0     | 1       | 0       | 0       | 1       | 2       | 3       | 1            | 0            | 0            | 1            | 0            | 1            | 2      | 0      | 0      | 2      | 2      | 4      | -2 |
| Totale               | 24    | 20      | 7       | 9       | 4       | 17      | 12      | 19           | 4            | 5            | 10           | 14           | 28           | 39     | 11     | 14     | 14     | 31     | 40     | -9 |